# Chraplewo (wieś w powiecie nowotomyskim)
Chraplewo – wieś w Polsce położona w województwie wielkopolskim, w powiecie nowotomyskim, w gminie Kuślin.

## Historia
Miejscowość pierwotnie była związana z Wielkopolską. Istnieje co najmniej od drugiej połowy XIV wieku i ma średniowieczną metrykę. Po raz pierwszy odnotowana została w łacińskim dokumencie z 1389 pod obecną nazwą „Chraplewo”, 1391 błędnie „Kraplewo”, 1510 „Chraplyewo”.
Nazwa nawiązuje do zamarzniętych błot. Inne źródła tłumaczą pochodzenie nazwy wsi od moczar i zarosłych bagien, względnie zarośli rosnących na wilgotnym gruncie. Według przekazów nazwa wsi związana jest z postacią Bolesława Chrobrego, który podobno w pobliskich lasach polował na grubego zwierza.
Początkowo wieś była własnością szlachecką należącą do wielkopolskiej szlachty z rodu Tuczępskich, później Chraplewskich, którzy od nazwy wsi przyjęli odmiejscowe nazwisko. W 1476 miejscowość leżała w powiecie poznańskim województwa poznańskiego w Koronie Królestwa Polskiego. W 1508, 1510 należała do parafii Brody”.
Pierwsze zachowane informacje o miejscowości pochodzą zapisów sądowych. W 1389 Łękomir z Niegolewa był w sporze z Pawłem oraz Mikołajem z Chraplewa o 30 grzywien i dwie kopy, ponieważ ich brat niedzielny Bieniasz uwięził go oraz ukradł dwa woły. W 1391 Arnold z Wałdowa w powiecie nakielskim toczył spór z Przybysławem z Rudnik koło Opalenicy, wójtem w Buku o wieś Chraplewo twierdząc, że dokument własności posiadany przez Przybysława nie dotyczy tej wsi i że nie może on do niej rościć żadnych pretensji”.
W latach 1419-1421 odnotowany został Tyfan Tuczępski z Chraplewa, brat Wierzbięty, Bieniaka i Bietki z Tuczęp. W 1420 toczył on proces ze swym bratankiem Andrzejem synem Bietki z Tuczęp o 10 grzywien. W 1421 tenże toczy spór z Boguszem z Policka koło Międzyrzecza. W 1422 Bodzęta z Niewierza zapowiada swą majętność w Chraplewie. Odnotowano także kmieci: Jakuba z Chraplewa i Święcha Brzoskę.
W latach 1434-1438 wspomniany został Jan z Chraplewa, Chraplewski, syn Agnieszki córki Stanisława Słapa z Sędzin. W 1435 odnotowano Jana pasterza z Chraplewa oraz jego żonę Jadwigę. W 1438 odnotowano Piotra Chraplewskiego, a w 1444 siostry Małgorzatę żonę Wojciecha z Jarogniewic i Agnieszkę żonę Piotra Mieczowskiego oraz Jana i Melchiora braci stryjecznych, a także Jakusza i Marcina z Chraplewa, którzy sprzedali Potencjanowi z Dąbrówki koło Poznania za 200 złotych węgierskich połowę wsi Palędzie i dwie grzywny czynszu rocznego na innej części tej wsi.
W latach 1463-1471 właścicielem we wsi był Maciej Chraplewski, stryj Czuchny żony Pakosza Golińskiego, brat Jakuba. W 1472 Jakub Chraplewski, brat Macieja Chraplewskiego, ojciec Agnieszki żony Iwana z Pietrska, wspomniany został jako zmarły. W 1476 Jan, Marcin, Elżbieta i Anna bracia i siostry niedzielne z Chraplewa w asystencji stryjów Jana, Piotra niegdyś z Białego Jeziora i wuja Dobrogosta Kosickiego z Kosieczyna sprzedali bratu Mikołajowi połowę Chraplewa za 300 grzywien. W 1477 Andrzej Chraplewski zapisał Wojciechowi niegdyś Zborowskiemu ze Zborowa koło Buku 5 złotych węgierskich czynszu rocznego na Chraplewie za 50 złotych węgierskich z zastrzeżeniem prawa wykupu.
W 1489 Jan i Marcin bracia niedzielni z Chraplewa kupili za 400 złotych węgierskich od Marcina Zbąskiego części wsi Łęki Wielkie i całą wieś Łęki Małe z zastrzeżeniem dla pozbywcy dwóch grzywien czynszu rocznego od kmieci oraz z zastrzeżeniem prawa odkupu. W 1491 sprzedali oni Michałowi niegdyś Dąbrowskiemu synowi zmarłego Łazarza za 400 złotych węgierskich z zastrzeżeniem prawa wykupu swe prawa do części wsi Łęki Wielkie i Małe, które nabyli od Marcina Zbąskiego.
W latach 1496-1514 właścicielem we wsi był Mikołaj Chraplewski. W 1496 Dorota Chraplewska, żona Mikołaja Chraplewskiego kupiła od Wincentego Kuślińskiego jego prawa na części Grodziszczka za 100 kóp z zastrzeżeniem prawa wykupu. W 1496 Elżbieta córka zmarłego Stanisława Korzboka z Kamieńca a żona Mikołaja Chraplewskiego zakupiła od Wincentego Kuślińskiego 3 łany sołectwa w Kuślinie, 4 łany osiadłe, dwa łany opuszczone, karczmę, dwie zagrody osiadłe, jedną zagrodę opuszczoną, dwór oraz wolny wrąb w lasach dla dworu i kmieci za 100 grzywien z zastrzeżeniem prawa wykupu.
Miejscowość odnotowały również historyczne rejestry podatkowe. W 1508 miał miejsce pobór z 5,5 łana oraz 6 groszy od karczmy. W 1510 miał miejsce pobór z 5,5 łana. W 1510 Chraplewo było wsią dziedziców Mikołaja i Jana Chraplewskich, do których należał folwark. We wsi było 5,5 łanów kmiecych osiadłych, 9 zagrodników z rolą, a 7 zagród było opustoszałych. W miejscowości stała karczma osiadła, a druga z rolą opustoszałą. W 1514 dziedziczką we wsi była wdowa Elżbieta Łęcka. W 1563 miał miejsce pobór podatkowy z Chraplewa: z części Jana Włościejewskiego od 3 łanów, karczmy. Z części Jana Chraplewskiego od 1,5 łana. W 1577 płatnikami poboru byli Jan Zakrzewski i wdowa Chraplewska. W 1580 podatki od wsi zapłacili Jan Zakrzewski i Łukasz Chraplewski od 5 łanów, 6 zagrodników, jednego kolonisty oraz od dwóch karczm po 1/4 łana.
Wieś szlachecka położona była w 1580 roku w powiecie poznańskim województwa poznańskiego w Rzeczypospolitej Obojga Narodów. Wskutek II rozbioru Polski w 1793, miejscowość przeszła pod władanie Prus i jak cała Wielkopolska znalazła się w zaborze pruskim. 
W okresie Wielkiego Księstwa Poznańskiego (1815-1848) miejscowość wzmiankowana jako Chraplewo należała do wsi większych w ówczesnym powiecie bukowskim, który dzielił się na cztery okręgi (bukowski, grodziski, lutomyślski oraz lwowkowski). Chraplewo należało do okręgu lwowkowskiego i stanowiło część majątku Lwówek Zamek (niem. Neustadt), którego właścicielem był wówczas (1837) Antoni Łącki. W skład rozległego majątku Lwówek Zamek wchodziło łącznie 36 wsi. Według spisu urzędowego z 1837 roku Chraplewo liczyło (wraz z przysiółkiem leśnym Nietrzeba) 299 mieszkańców i 26 dymów (domostw).
Od 1879 r. jej właścicielami byli Hardtowie, których główną siedzibą było pobliskie Wąsowo.
W latach 1975–1998 miejscowość administracyjnie należała do województwa poznańskiego.

## Zabytki
Znajduje się tu pałac rodziny Hardtów, zbudowany w 1888 r., o niskiej bryle z czerwonych cegieł zdobionych piaskowcowymi detalami, z 2 szczytami w fasadzie i wejściem umieszczonym w narożniku. Długo użytkowała go szkoła podstawowa, która w 1993 r. otrzymała imię Kazimiery Iłłakowiczówny. Pałac otacza rozległy park krajobrazowy o powierzchni 9,5 ha, z pomnikowymi drzewami, m.in. jodłą kalifornijską. W sąsiedztwie pałacu stoją dom ogrodnika z 1888 r. i powozownia z końca XIX w.. Na płn. od parku znajdują się: wydłużony dom rządcy z końca XIX w., a nieco dalej pozostałości folwarku z XIX/XX w.

## Zwyczaje ludowe
Obyczaj ludowy „Chodzenie z niedźwiedziem”, „Siwki”
W drugi dzień świąt wielkanocnych w tej wiosce miejscowi mężczyźni przebierali się za niedźwiedzia, kominiarza, dwóch żebraków, i babę z koszykiem. Chodząc po domach i składając życzenia pokazywali przy tym różne sztuczki. Otrzymane od gospodarzy jako wynagrodzenie pieniądze i jajka, chłopiec przebrany za kobietę zabierał do koszyka.